# Fredrik Warg
Fredrik Warg (* 3. Mai 1979 in Boliden) ist ein ehemaliger schwedischer Eishockeyspieler, der zuletzt bei Brynäs IF in der Svenska Hockeyligan unter Vertrag stand. In der DEL spielte er kurzzeitig für den ERC Ingolstadt, davor stand er in über zehn Spielzeiten für MODO Hockey auf dem Eis. Sein Cousin Jonathan Hedström ist ebenfalls ein professioneller Eishockeyspieler. 

## Karriere
Fredrik Warg begann seine Karriere als Eishockeyspieler in seiner Heimatstadt in der Nachwuchsabteilung des Bolidens FFI, für dessen Seniorenmannschaft er in der Saison 1994/95 sein Debüt in der damals noch drittklassigen Division 2 gab. Anschließend wechselte er in die Nachwuchsabteilung von MODO Hockey, für dessen Profimannschaft der Flügelspieler von 1999 bis 2005 in der Elitserien aktiv war. In den Spielzeiten 1999/2000 und 2001/02 wurde er mit seiner Mannschaft jeweils Vizemeister. Parallel zum Spielbetrieb mit MODO Hockey, kam er zwischen 1999 und 2002 für den IF Sundsvall Hockey und IF Björklöven in der HockeyAllsvenskan, der zweiten schwedischen Spielklasse, zum Einsatz. Von 2005 bis 2007 spielte er für den Timrå IK, ehe er für ebenfalls zwei Jahre zu MODO Hockey zurückkehrte. Von 2009 bis 2011 lief er für den Skellefteå AIK auf, den er in der Saison 2010/11 als Mannschaftskapitän ebenfalls zur Vizemeisterschaft führte. 
Zur Saison 2011/12 wurde Warg von Dinamo Riga aus der Kontinentalen Hockey-Liga verpflichtet. Ein Jahr später kehrte er nach Schweden zurück und erhielt einen Vertrag beim Aufsteiger Rögle BK.

### International
Für Schweden nahm Warg an den Weltmeisterschaften 2007 und 2008 teil.

## Erfolge und Auszeichnungen
- 2000 Schwedischer Vizemeister mit MODO Hockey
- 2002 Schwedischer Vizemeister mit MODO Hockey
- 2011 Schwedischer Vizemeister mit dem Skellefteå AIK

## Elitserien-Statistik
(Stand: Ende der Saison 2011/12)